# Helge Krog
Helge Krog (ur. 9 lutego 1889 w Kristianii, zm. 30 lipca 1962 w Oslo) – norweski dramaturg, tłumacz, krytyk teatralny i publicysta.
Z wykształcenia ekonomista. Od 1912 r. pracował jako dziennikarz i krytyk literacki w norweskich gazetach m.in. Verdens Gang, Arbeiderbladet i Dagbladet. Debiutował wystawioną w 1917 komedią Det store vi o życiowych i miłosnych perypetiach młodego dziennikarza i jego redakcyjnych kolegów. Do najważniejszych sztuk Kroga należą Don Juan (napisany z Sigurdem Hoelem, wystawiony w 1930 r.), Oppbrud (1936), Underveis (1931). Tematy poruszane przez autora to najczęściej relacje między płciami oraz pozycja kobiet w społeczeństwie. Helge Krog należał do kręgu pisarzy o lewicowych poglądach skupionych wokół czasopisma Mot Dag, przyjaźnił się z Arnulfem Øverlandem i Sigurdem Hoelem.
Podczas drugiej wojny światowej Krog przedostał się z okupowanej przez Niemcy Norwegii do neutralnej Szwecji. Pisał tam artykuły do gazety Håndslag. W 1944 r. opublikował, pod pseudonimem, broszurę „6-te kolonne” (Szósta kolumna), poświęconą udziałowi norweskiego przemysłu zbrojeniowego, stoczniowego i wydobywczego w niemieckiej machinie wojennej. W 1946 r. ukazało się, już w Norwegii, rozszerzone wydanie „Szóstej kolumny” powodując ogólnonarodową dyskusję na temat norweskiej gospodarki czasów wojny. W latach powojennych Krog uprawiał głównie publicystykę m.in. krytykując norweskie członkostwo w NATO.
Był dwukrotnie żonaty, w latach 1912–1947 z pisarką Eli Meyer, od 1947 z aktorką Tordis Maurstad.